# Onkel Toms Hütte (metrostation)
Onkel Toms Hütte is een station van de metro van Berlijn, gelegen aan de kruising van de Argentinische Allee en de Onkel-Tom-Straße in het Berlijnse stadsdeel Zehlendorf. Het metrostation werd geopend op 22 december 1929 en is onderdeel van lijn U3. Zijn opvallende naam dankt station Onkel Toms Hütte aan een vroegere herberg in de omgeving. Ook de wijk waarin het station ligt draagt de naam Onkel Toms Hütte.
Station Onkel Toms Hütte werd gebouwd als onderdeel van de eerste en enige verlenging van de Wilmersdorf-Dahlemer U-Bahn, de huidige U3. Het gebied waarin het station ligt was tijdens de aanleg van de lijn nog grotendeels onbebouwd. Verlenging leek hierdoor niet rendabel, maar Adolf Sommerfeld, die grote stukken grond in het zuiden van de stad bezat, bood aan de bouwkosten op zich te nemen.

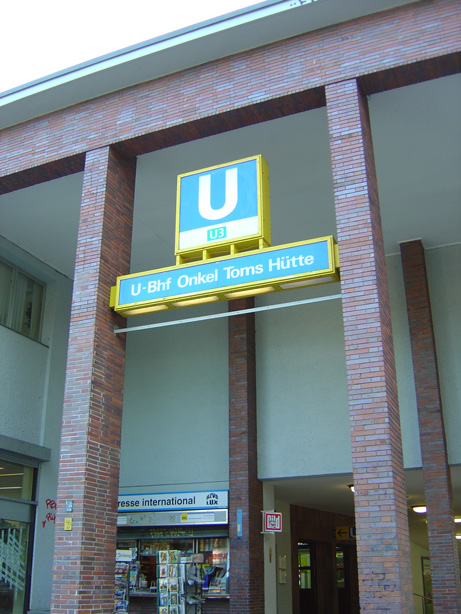
Toegang tot het metrostation

Het metrostation is gelegen in een overdekte uitgraving en heeft een eilandperron. In het dak is een glazen lichtkoepel aangebracht, waardoor er daglicht op het perron kan doordringen. De stationshallen aan beide uiteinden van het station werden ontworpen door Alfred Grenander en zijn bekleed met felgele tegels. De stationshallen zijn tegenwoordig geïntegreerd in nieuwbouwcomplexen. Tussen 1931 en 1932 werden naar een ontwerp van Otto Rudolf Salvisberg parallel aan de sporen winkelpassages (Ladenstraßen) aangelegd.
Het station is alleen toegankelijk via trappen en zal in de periode 2014-2016 drempelvrij gemaakt worden. In plaats van de inbouw van een lift, de gebruikelijke oplossing, overweegt men ook een hellingbaan aan te leggen.
Station Onkel Toms Hütte is vanwege zijn bijzondere ontwerp beschermd als monument. In het jaar 2000 werd het metrostation gerenoveerd.